# What Now
What Now – szósty singiel barbadoskiej piosenkarki Rihanny, pochodzący z jej siódmego albumu studyjnego Unapologetic. Klip do utworu został nakręcony we wrześniu 2013 roku w Tajlandii.